# Episema hernandezi
Episema hernandezi är en fjärilsart som beskrevs av Ramon Agenjo Cecilia 1936. Episema hernandezi ingår i släktet Episema och familjen nattflyn. Inga underarter finns listade i Catalogue of Life.